# پت رایس
 پت رایس (به انگلیسی: Pat Rice) (زاده ۱۷ مارس ۱۹۴۹ - بلفاست) بازیکن سابق و مربی فوتبال اهل ایرلند شمالی است. او سابقه بازی و مربی‌گری در تیم آرسنال را دارد.